# Мост Альфонсо XIII
Мост Альфонсо XIII — разобранный разводной автомобильный и железнодорожный мост через реку Гвадалквивир в городе Севилье.

## История
Мост был спроектирован инженером Хосе Дельгадо Бракенбери по патенту компании Scherzer Lift Bridge Co из Чикаго и построен барселонской компанией Maquinista Terrestre y Marítima. Его строительство было необходимо в связи с завершением строительства канала Альфонсо XIII, который оставил пастбище Таблада без доступа по суше. Мост был открыт королем Альфонсо XIII 6 апреля 1926 года с аргентинского круизного корабля ARA Buenos Aires в сопровождении экипажа Plus Ultra и стал четвертым мостом, построенным в Севилье на реке Гвадалквивир.
В 1992 году был построен новый мост, и Мост Альфонсо XIII был закрыт для дорожного и пешеходного движения. Угроза сноса объекта стимулировала несколько инициативных групп граждан выступить в его защиту и сохранение в качестве исторического памятника города. Таким образом была создана гражданская платформа Planuente (платформа для спасения нашего моста). Работе Плануэнте удалось добиться того, чтобы конструкция моста была сохранена. В 1998 году мост был снесён, а секция разобранном виде находится на пристани Лас-Делисиас, напротив яхт-клуба.

## Характеристика
Мост с двумя полосами движения в каждом направлении для автотранспорта и железной дороги. Для движения использовалось одно и то же полотно моста, что требовало закрытие автомобильного движения для пуска железнодорожного, и наоборот. Центральный пролет моста имеет длину 56 метров, которая разделена на две параллельные части. Мост был разводным, при этом для двух независимых центральных частей использовались два подъёмных механизма.